# Peperomia oblancifolia
Peperomia oblancifolia är en pepparväxtart som beskrevs av Truman George Yuncker. Peperomia oblancifolia ingår i släktet peperomior, och familjen pepparväxter. Inga underarter finns listade i Catalogue of Life.